# Spalona Czuba
Spalona Czuba – mało wybitny reglowy szczyt w bocznym grzbiecie odchodzącym od Małego Opalonego Wierchu w północno-zachodnim kierunku do dna Doliny Chochołowskiej w polskich Tatrach Zachodnich. Grzbiet ten oddziela Dolinę Dudową od Doliny Huciańskiej (obydwie są wschodnimi odnogami Doliny Chochołowskiej). Wierzchołek Spalonej Czuby jest skalisty, stoki są porośnięte lasem. Od strony Doliny Dudowej podnóża są stromo podcięte i tworzą wschodnie wrota wąwozu Międzyściany. Znajduje się w nich kilka jaskiń. Od przeciwległej strony opadają do Kamiennego Żlebu (odnoga Doliny Huciańskiej). Na północno-zachodnich podnóżach Spalonej Czuby i na przełęczy Jamskie Siodło (ok. 1085 m) oddzielającej Spaloną Czubę od Jamskiej Czuby (1108 m) znajduje się polana Jamy.
Czuba to często spotykana w Tatrach nazwa oznaczająca szczyt, wierzchołek, zazwyczaj kopulasty. Przez las na jej stromych stokach wielokrotnie przepędzano owce pomiędzy należącymi do tej hali polaną Jamy i Wyżnią Dudową Równią, w wyniku czego stoki te uległy silnemu zerodowaniu. Po utworzeniu Tatrzańskiego Parku Narodowego wypas zniesiono całkowicie. Po roku 1982 ponownie dopuszczono wypas (tzw. wypas kulturowy), ale tylko na polanie Jamy.